# Хорватское демократическое содружество
Хорва́тское демократи́ческое содру́жество (хорв. Hrvatska demokratska zajednica, HDZ) — политическая партия правоконсервативного толка. С 2003 года по 2011 год в коалиции с малыми партиями входила в Правительство Хорватии. Член Европейской народной партии.

## Краткая история и деятельность
ХДС было основано 17 июня 1989 года сторонниками полной независимости Хорватии от СФРЮ. С этой программой партия победила на первых демократических выборах в 1990 году и стала правящей в Социалистической Республике Хорватия. Возглавил партию Франьо Туджман. Под руководством ХДС, в 1991 году, Хорватия провозгласила независимость, которая была признана международным сообществом (окончательный суверенитет Хорватии был установлен после завершения войны в 1995 году).
В это время ХДС было обвинено в правом экстремизме и нарушении прав человека, а во второй половине 1990-х — и в махинациях в ходе приватизации. Ситуация ещё более осложнилась после смерти Туджмана. На президентских и парламентских выборах 2000 года левоцентристская коалиция во главе с Социал-демократической партией Хорватии и Хорватской социал-либеральной партией нанесла ХДС тяжёлое поражение. После этого из ХДС вышли ряд членов и образовали новую партию — Демократический центр.
После выборов в ХДС начались споры между сторонниками националистической линии и умеренным крылом, намеревавшимся превратить ХДС в демократическую партию. Последнее, руководимое Иво Санадером, взяло верх во внутрипартийной борьбе, после чего привело ХДС к победе на парламентских выборах в 2003 году.
После неожиданного объявления Санадером о своём уходе в отставку с постов председателя партии и премьер-министра Хорватии c 4 июля 2009 года ХДС возглавила Ядранка Косор. На выборах 2011 года в Парламент Хорватии партия сумела получить 45 из 151 места и перешла в оппозицию. На внеочередных выборах 2016 года одержала относительную победу (36,3 % против 33,8 % у СДП); 5 мая 2017 года Председателем парламента был избран член партии Гордан Яндрокович, но правительство сформировала СДП.
Председателем ХДС с 21 мая 2012 избран Томислав Карамарко.

## Председатели партии
| Имя                | Занял должность | Оставил должность |
| ------------------ | --------------- | ----------------- |
| Франьо Туджман     | 17 июня 1989    | 10 декабря 1999   |
| пост упразднён     | 10 декабря 1999 | 5 января 2000     |
| Владимир Шекс      | 5 января 2000   | 29 апреля 2000    |
| Иво Санадер        | 29 апреля 2000  | 4 июля 2009       |
| Ядранка Косор      | 4 июля 2009     | 21 мая 2012       |
| Томислав Карамарко | 21 мая 2012     | настоящее время   |

## ХДС в Боснии и Герцеговине
В Боснии и Герцеговине существуют две аналогичные партии — Хорватское демократическое содружество Боснии и Герцеговины (основано 18 августа 1990 года в Сараеве, лидер — Драган Чович) и отколовшееся от неё Хорватское демократическое содружество 1990 (основано 16 апреля 2006 года в Мостаре, лидер — Божо Любич).